# Bujoru (gmina)
Bujoru – gmina w Rumunii, w okręgu Teleorman. Obejmuje tylko jedną miejscowość Bujoru. W 2011 roku liczyła 2027 mieszkańców. 